# Episodi di Perfetti... ma non troppo (prima stagione)
La prima stagione di Perfetti... ma non troppo è andata in onda in prima visione negli Stati Uniti d'America dal 1º ottobre 2002 al 20 maggio 2003 sul network ABC.
In Italia è andata in onda in prima visione dal 1º settembre 2003 sul canale satellitare Fox. In chiaro è andata in onda dal settembre 2004 sul canale MTV.
| nº | Titolo originale                          | Titolo italiano             | Prima TV USA     | Prima TV Italia   |
| -- | ----------------------------------------- | --------------------------- | ---------------- | ----------------- |
| 1  | Pilot                                     | Episodio pilota             | 1º ottobre 2002  | 1º settembre 2003 |
| 2  | Ice Cream With Lydia                      | Gelato con Lydia            | 8 ottobre 2002   | -                 |
| 3  | Claude the Liar                           | Claude la bugiarda          | 15 ottobre 2002  | -                 |
| 4  | Queen of England                          | La regina d'Inghilterra     | 22 ottobre 2002  | -                 |
| 5  | The Vacation                              | La vacanza                  | 29 ottobre 2002  | -                 |
| 6  | The Pole                                  | Donne a confronto           | 5 novembre 2002  | -                 |
| 7  | Future Shock                              | Futuro da shock             | 12 novembre 2002 | -                 |
| 8  | Meet the Folks                            | Arrivano i genitori         | 19 novembre 2002 | -                 |
| 9  | Claude the Heartbreaker                   | Claude la rubacuori         | 26 novembre 2002 | -                 |
| 10 | One Office Party Too Many                 | Festa di Natale             | 10 dicembre 2002 | -                 |
| 11 | A Claude Casey Production                 | Una produzione Claude Casey | 17 dicembre 2002 | -                 |
| 12 | Claude's Got a Secret                     | Il segreto di Claude        | 7 gennaio 2003   | -                 |
| 13 | Telephone                                 | Il telefono                 | 21 gennaio 2003  | -                 |
| 14 | High Maintenance                          | Eccessiva disponibilità     | 4 febbraio 2003  | -                 |
| 15 | Valentine's Day                           | San Valentino               | 11 febbraio 2003 | -                 |
| 16 | Breaking Up                               | Coppie che scoppiano        | 18 febbraio 2003 | -                 |
| 17 | Picture Perfect Party                     | La festa perfetta           | 11 marzo 2003    | -                 |
| 18 | The New Guy                               | Un nuovo conduttore         | 18 marzo 2003    | -                 |
| 19 | Oh Papa                                   | Oh papà                     | 29 aprile 2003   | -                 |
| 20 | A Little Love for Lydia                   | Un amore per Lydia          | 6 maggio 2003    | -                 |
| 21 | Save the Squirrel, But Bet the Over/Under | La cena di beneficenza      | 13 maggio 2003   | -                 |
| 22 | The Umbrella (1)                          | L'ombrello (1)              | 20 maggio 2003   | -                 |